# کوکو سبزی
کوکو سبزی گونه‌ای کوکو است که مواد اصلی آن تخم مرغ و سبزی‌های معطری مانند تره، شوید است که گاه به سبزی‌ها گشنیز، شنبلیله اسفناج (یا برگ چغندر) و یک برگ کاهو اضافه می‌شود. این مواد همراه سیر و پیاز، نمک و ادویهٔ مناسب در تابه با روغن سرخ می‌شود.
برای تغییر طعم و خوشمزه‌تر شدن کوکو سبزی به مایهٔ آن گردوی خرد شده، زرشک یا باقلا می‌افزایند.
سبزیِ کوکوسبزی گاهی اوقات  شامل نعنا و پونه، جعفری، و گشنیز نیز است.
زیرگونه‌های کوکوسبزی عبارتند از: کوکوسبزی مجلسی، رولت کوکوسبزی، کوکو سبزی با نان تست، کوکوسبزی توپی و اسنک کوکوسبزی.
- برای تهیه کوکوسبزی مجلسی و کوکو سبزی با نان تست، پیش از سرخ کردن مواد، درون برش‌های نان باگت یا نان تست را خالی کرده و مواد کوکو را در آن جا می‌دهند سپس سرخ می‌کنند یا در فر می‌پزند. گاه برای اینکه هنگام سرخ کردن انسجام داشته باشد و نریزد، به مایه کوکوسبزی کمی سیب زمینی پخته شده اضافه می‌شود. در غیر این صورت می‌توان در فر پخت.[۱][۲]
- اسنک کوکوسبزی در دستگاه ساندویچ‌ساز درست می‌شود و بین دو لایه نان تست مواد کوکو قرار می‌گیرد.[۳]
- برای تهیه رولت کوکوسبزی، مانند رولت اسفناج، مواد کوکو را به صورت لایه نازکی در فر پخته و سپس با کاغذ روغنی لوله می‌کنند و در یخچال خنک می‌کنند. سپس آن را باز کرده و کاغذ را برداشته و به جای آن داخل رولت ماست چکیده یا پنیر خامه‌ای می‌مالند. سپس با چاقوی تیزی از عرض برش می‌دهند.

دیگر کوکوهایی که با سبزی‌ها تهیه می‌شوند عبارتند از: کوکوی والک، کوکوی کاهو و تره، کوکوی کاهو و شوید، کوکوی کرفس و گشنیز، کوکوی سبزی‌های زمستانی، کوکوی اسفناج.

## نگارخانه

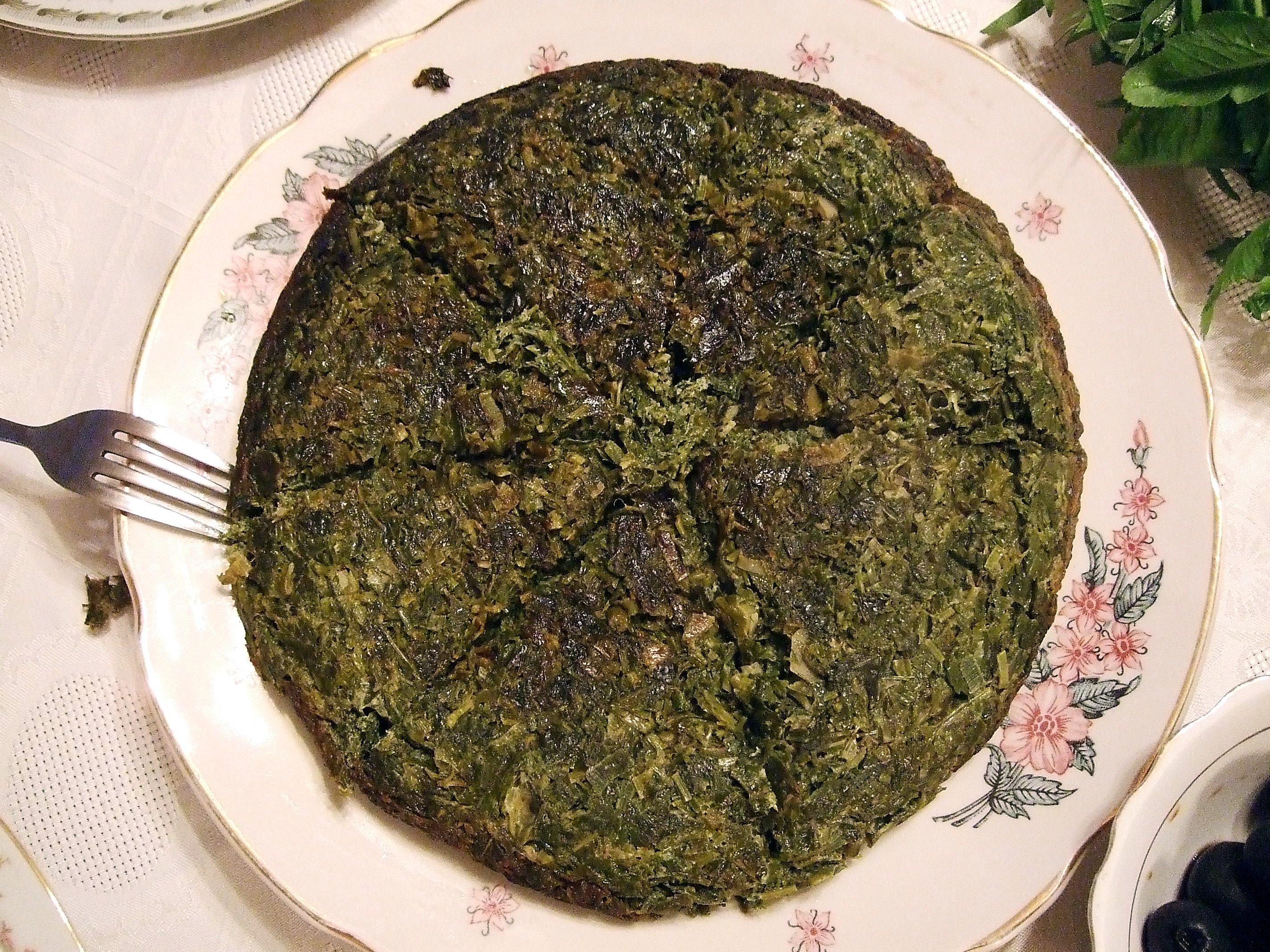
کوکو سبزی قالبی
کوکو سبزی
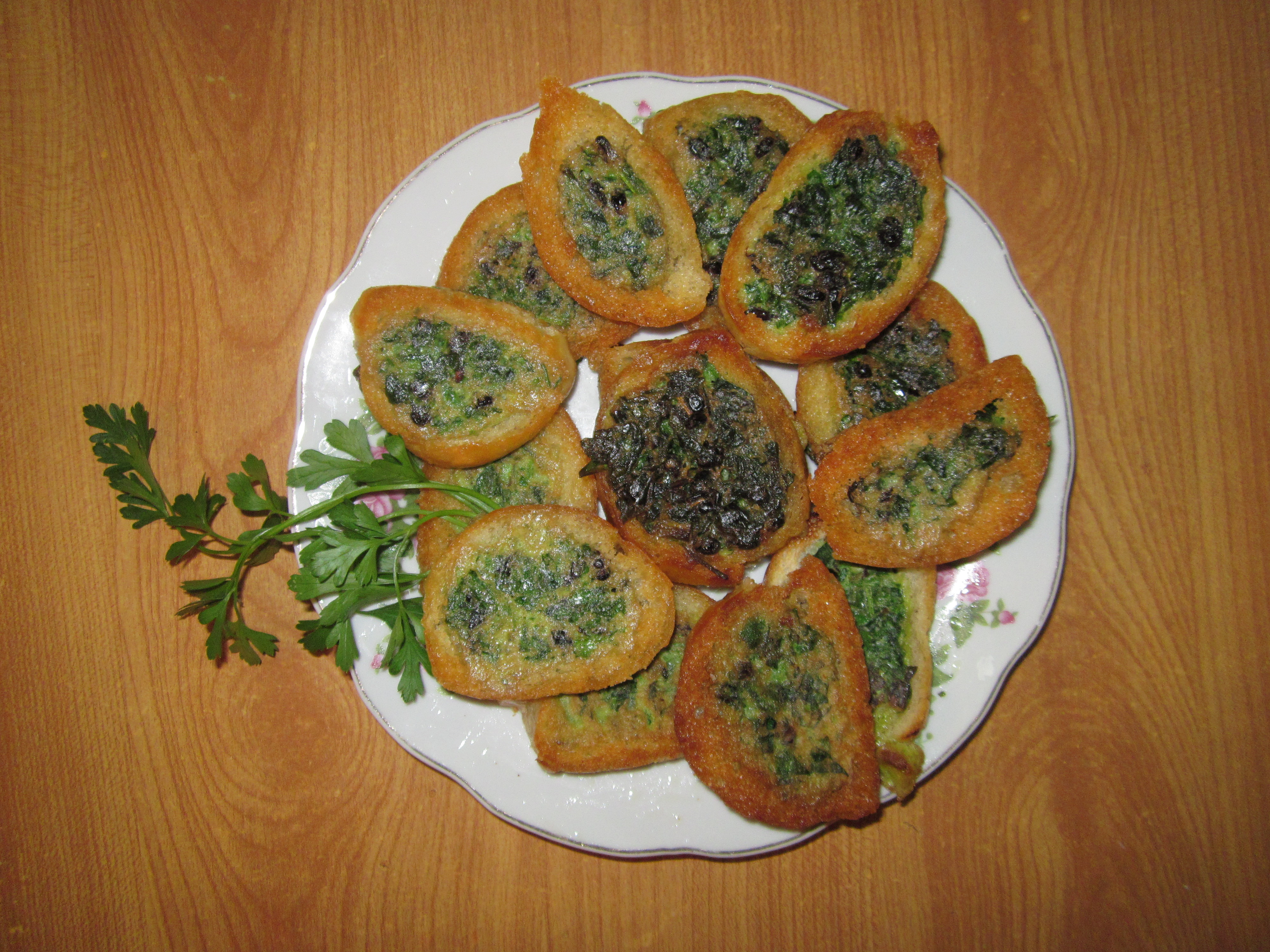
کوکو سبزی تهیه شده با نان ساندویچ